# Seiiči Morimura
Seiiči Morimura japonsky 森村誠, Seiiči Morimura (2. ledna 1933 Kumagaja, † 24. července 2023 Tokio) byl japonský spisovatel, autor detektivních románů a badatel.

## Život a dílo
Vystudoval institut anglické a americké literatury na univerzitě Aoyama Gakuin. Jako spisovatel debutoval v roce 1969 detektivkou o vraždě v hotelu, za kterou byl oceněn první literární cenou Edogawa Rampo.
Psal japonsky a jeho knihy byly zpravidla brzy překládány do angličtiny a dalších jazyků.
Proslavil jej zejména hororový román The Devil's Gluttony (Ďáblova kuchyně, či Ďábelská žravost), který vycházel roku 1980 na pokračování v deníku japonské komunistické strany Akahata. Následně vyšel roku 1981 s drastickými fotografiemi obětí v příloze, což vyvolalo kontroverzi a druhé vydání z roku 1982 již vyšlo bez obrázků.
Morimura v knize odhalil a popsal tajný program pokusů japonských biologů a lékařů na lidech, nazvaný Unit 731. Morimura detailně vylíčil hrůzy, jako byla vivisekce prováděná na lidech bez anestezie. Záměrně jim byly aplikovány bakterie a viry různých chorob, aby lékaři mohli pozorovat průběh od infikování těla k následné nemoci až po smrt.
Program probíhal za japonské okupace Číny již před druhou světovou válkou a během ní (v letech 1937–1945). Zúčastnilo se ho nejméně 3000 vězňů, a to mužů, žen i dětí. Zařízení eufemisticky nazvané 731. ústředí pro prevenci epidemií a zásobování vodou sídlilo v severovýchodní Číně v Mandžusku, poblíž Charbinu. Většina obětí byli Číňané, ale někteří i Korejci, Rusové nebo Mongolové. Předpokládá se, že všichni zemřeli na neléčené choroby nebo na fyzické mučení.
Mnozí vězni byli vystaveni patogenům – včetně moru, tyfu, cholery, syfilis a antraxu. Někteří muži byli nuceni stát dlouhou dobu nazí v mrazu. Jejich zmrzlé tělo a končetiny byly pak drceny, aby se změřila jejich citlivost.